# Thorarchaeia
Thorarchaeia o Thorarchaeota es una clase candidata de arqueas recientemente propuesto a partir de muestras genómicas obtenidas de sedimentos en estuarios y medios marinos. Los estuarios son ambientes ecológicamente muy ricos que contienen comunidades microbianas de gran importancia en el reciclado de los nutrientes. Aunque se desconoce el papel ecológico de estas arqueas, a partir del genoma se ha determinado que son capaces de la acetogenesis y la reducción del azufre. Por tanto, podrían producir acetato a partir de la degradación de proteínas y tendrían un papel importante en el reciclado del azufre. 
Los estudios moleculares han determinado que son lo suficientemente diferentes del resto de las arqueas para constituir un nuevo linaje del filo Promethearchaeota, aunque próximo a Promethearchaeia. El término Thorarchaeia deriva del personaje mitológico Thor, en consonancia a su clado hermano Lokiarchaeia, inspirándose en los dioses nórdicos y conformando el filo Promethearchaeota. Las primeras muestras fueron descubiertas en estuarios de la desembocadura del río White Oak (Roble blanco) en Carolina del Norte (EE. UU.).